# Groß-Enzersdorf
Groß-Enzersdorf je město v Dolních Rakousích, v okrese Gänserndorf. Žije zde přibližně 12 tisíc obyvatel.

## Poloha
Město leží 18 km od centra Vídně na Moravském poli na spolkové silnici a sousedí bezprostředně s vídeňským osídlením, s částí Essling v městském okrese Donaustadt. Město Groß-Enzersdorfer sousedí s chráněným územím Augebiet Lobau, které je součástí národního parku Donau-Auen.

## Členění města
Zastavěná část města sestává z katastrálních území
- Franzensdorf
- Groß-Enzersdorf
- Mühlleiten
- Oberhausen (s Neu-Oberhausen)
- Probstdorf (s vlastní KG Matzneusiedl)
- Rutzendorf
- Schönau an der Donau
- Wittau

## Historie
Místo bylo založeno v roce 870 na tehdejším dunajském ostrovu Sachsengang jako statek rodiny Engelschalk. Tehdy se místo jmenovalo Encines Dorf. Pasovští převzali roku 893 statek po vymření rodiny Engelschalkerů a vybudovali v roce 1021 v bezprostřední blízkosti statku kapli a věnovali ji císaři Jindřichu II. a zasvěcenou svatému Štěpánu. Vlastnictví přechází roku 1028 výměnou na klášter Freising. V roce 1202 byl Enzersdorf shodně se smlouvou mezi Otto II. von Freising a pasovskou kapitulí dán klášter Freising do zástavy. V listině je poprvé uveden kostel a tržiště dříve než fara. Od roku 1298 byl ostrov Sachsengang v rukách Freisingerských. Sídlo Freisinger bylo úředně spravováno nyní jako Entzeinestorf. Městská práva byla zřízena roku 1396 a město má až dodnes stojící městské hradby.
V bouřlivé době tureckého obléhání Vídně roku 1529 bylo město zpustošeno. V další době bylo místo kolonizováno Chorvaty a cílem osídlit bojiště. Chorvati byli svědky požáru v roce 1554, kdy většina domů shořela a místo navštěvovali vlci. V době třicetileté války místo opět plenili a drancovali švédská vojska. V 17. století následovalo ještě mnoho katastrof: roku 1679 zuřil mor (zvláštní morový hřbitov byl zřízen za městem) a 1683 opět místo pustošili Turci. V roce 1803 byl klášter Freising znesvěcen, a Enzersdorf patřil Habsburkům. V roce 1850 se Groß-Enzersdorf stal okresem a od 1897 patřil pod Floridsdorf.
Po anšlusu Rakouska ke třetí říši v roce 1938 stal se Groß-Enzersdorf, stejně jako i jiná území, součástí Velké Vídně. Groß-Enzersdorf se po připojení stal 22. vídeňským okresem. Dne 29. října 1938 místní skupina NSDAP donutila představitele kultury Dr. Karla Katze synagogu v "Kaser-Franz-Josef-Straße" 11 darovat německým turnerům pro „humánní Turnerband“ na výcvik německé mládeže. Dne 7. října 1944 při bombardování zasáhly bomby město a hodně domů bylo zbořeno a došlo k obětem na životech. Dne 12. dubna 1945 došla do Groß-Enzersdorfu Rudá armáda. Teprve roku 1954 se stal Groß-Enzersdorf opět samostatnou obcí a 22. vídeňský okres byl přejmenován na Donaustadt.

## Vývoj počtu obyvatel
V roce 1971 bylo ve městě 5019 obyvatel, 1981 5731, 1991 6750 a v roce 2001 při sčítání obyvatel zde žilo 8128 obyvatel.

## Politika
Starostou města je Hubert Tomsic (od ledna 2008) a vedoucím kanceláře Sabine Birk.
V městském zastupitelství je po volbách konaných 6. března 2005 33 křesel s následujícími mandáty: (SPÖ) 18, (ÖVP) 11, (My a zelení) 3, (FPÖ) 1.

## Kultura a pamětihodnosti
Autokino, jediné v Rakousku, se nachází přímo na hranici Vídně v Groß-Enzersdorfu. Bylo otevřeno v roce 1967 a v roce 1990 přestavěno na tři plátna. V areálu autokina bývá v neděli dobře navštěvovaný bleší trh. V roce 1889 zřízený židovský hřbitov s posledním pohřbem v roce 1938. Po poslední návštěvě vandalů bylo 86 hrobů poškozeno.

### Budovy
- Městské hradby, postavené 1396 až 1399 jsou téměř zachovalé.
- Městský farní kostel s románskými a gotickými prvky je barokně přestavěn.
- Radnice byla v části dřívější nemocnicí.

## Sport
Vrcholově provozovaným sportem je stolní tenis. Mužstvo "UKJ Groß Enzersdorf" hraje druhou spolkovou ligu a věnuje se mladému dorostu.

## Hospodářství a infrastruktura
Nezemědělských pracovišť bylo v roce 2001 358. Zemědělských a lesních pracovišť bylo v roce 1999 140. Počet výdělečně činných obyvatel bylo při sčítání obyvatelstva v roce 2001 3.970, to jest 50,17 %.
V Groß-Enzersdorfu je velká továrna na zpracování zeleniny vypěstované na Moravském poli. Mezi 800 pracovníky je také mnoho zemědělských závodů závislých na tomto závodu. V roce 1965 byl založen a dlouhou dobu produkoval jako součást "Unilever Konzernu" zmrzlinu a hluboko zmrazené potraviny, od roku 1977 v rámci firmy „Unifrost“. V roce 1998 byla firma „Austria Frost“ znovu založena a převzala program hluboce zmrazených potravin. Produkce zmrzliny byla tak zastavena a 2001 „Austria Frost“ převzala jako jedenáctou skupinu. Koncem roku 2005 musela „Austria Frost“ vyhlásit insolvenci, byla krátce v prosinci 2005 převzata německou firmou „Frenzel Gruppe“, sídlící v Mochau v Sasku. Když se v roce 2008 dostala firma do nedávné krize, hrozí opět její zánik. V prosinci 2008 se firma dostala pod velkého evropského výrobce chlazených potravin, belgickou „Ardo-Gruppe“.
Když se v roce 2007 provedla reforma spolkového vojska, staly se nadbytečnými "Smola-kasárna" a prodali se firmě BIG. Nyní od září 2008 je v bývalých kasárnách dislokována část "Konrad-Lorenze" gymnázium Gänserndorf.
Pomohlo by rozšíření rakouské pobočky počítačové distribuce „Actebis“.

### Osobnosti
- Karl Buresch (1878-1936) – ministr zahraničí (1922-1932), spolkový kancléř (1931/32), zemský hejtman Dolního Rakouska (1932/33) a ministr financí (1933-1935)
- Fritz Muliar, vlastním jménem: Friedrich Ludwig Stojan (nebo též Stand) (1919-2009) – vídeňský herec a režisér. Je po něm pojmenována v Groß-Enzersdorfu ulice.